# Бисмарк, Георг фон
Георг фон Бисмарк (нем. Georg von Bismarck; 15 февраля 1891 — 31 августа 1942) — немецкий военачальник, генерал-лейтенант вермахта, командующий танковыми дивизиями во время Второй мировой войны. Кавалер Рыцарского креста Железного креста, высшего ордена нацистской Германии. Подорвался на мине неподалёку от Эль-Аламейна 31 августа 1942 года. Посмертно произведён в генерал-лейтенанты.

## Награды
- Железный крест (1914) 2-го и 1-го класса (Королевство Пруссия)
- Ганзейский крест Гамбурга
- Королевский орден Дома Гогенцоллернов рыцарский крест с мечами (Королевство Пруссия)
- Орден «За военные заслуги» 4-го класса с мечами (Королевство Бавария)
- Орден Военных заслуг Карла Фридриха рыцарский крест (Великое герцогство Баден)
- Крест «За военные заслуги» (Австро-Венгрия)
- Почётный крест Первой мировой войны 1914/1918 с мечами (1934)
- Пряжка к Железному кресту 2-го класса (20 сентября 1939)
- Пряжка к Железному кресту 1-го класса (1 октября 1939)
- Рыцарский крест Железного креста (29 сентября 1940)
- Медаль «За зимнюю кампанию на Востоке 1941/42»
- За танковую атаку
- Манжетная лента «Африка»